# 道の駅宇陀路 室生
道の駅宇陀路 室生（みちのえき うだじ むろう）は、奈良県宇陀市室生三本松にある国道165号の道の駅である。

## 施設
当駅のトータルデザインは、旧室生村出身で彫刻家の井上武吉によるもので、森を再現した駅舎の「森の回廊館」（画像参照）は鳥が飛び立つ飛翔をイメージしたものとなっている。
- 駐車場
  - 普通車：29台[3]
  - 大型車：4台[3]
  - 身障者用：2台[3]
- トイレ
  - 男性：大・小6
  - 女性：6
  - 身障者用：1
- 農産物直売所「こもれび市場」[5]（8:00 - 17:00、10月1日から4月19日までは8:00 - 16:00）[3]
- みやげ物売場（9:00 - 18:00）[3][4]
- 和風レストラン「青葉の庄」[4]（10:00 - 18:00）[3]

### 管理団体
- 有限会社室生村ふるさとセンター

## 休館日
- 年末年始[3][4]
- 毎週水曜日（レストランのみ）[3]

## アクセス
- 国道165号 - 登録路線

公共交通機関（鉄道）
- 近畿日本鉄道（近鉄）大阪線 三本松駅より徒歩約5分。

自動車
- 名阪国道（国道25号） 小倉ICより約25分。

## 周辺
- 近鉄大阪線三本松駅
- 宇陀川
- 滝谷花しょうぶ園[4]
- 大野寺[4] - 弥勒磨崖仏
- 室生寺[4]
- 龍穴神社
- 松平文華館
- 室生ダム（室生ダム湖）
- 不思木の森公園
- 三本松郵便局